# Firuzabad

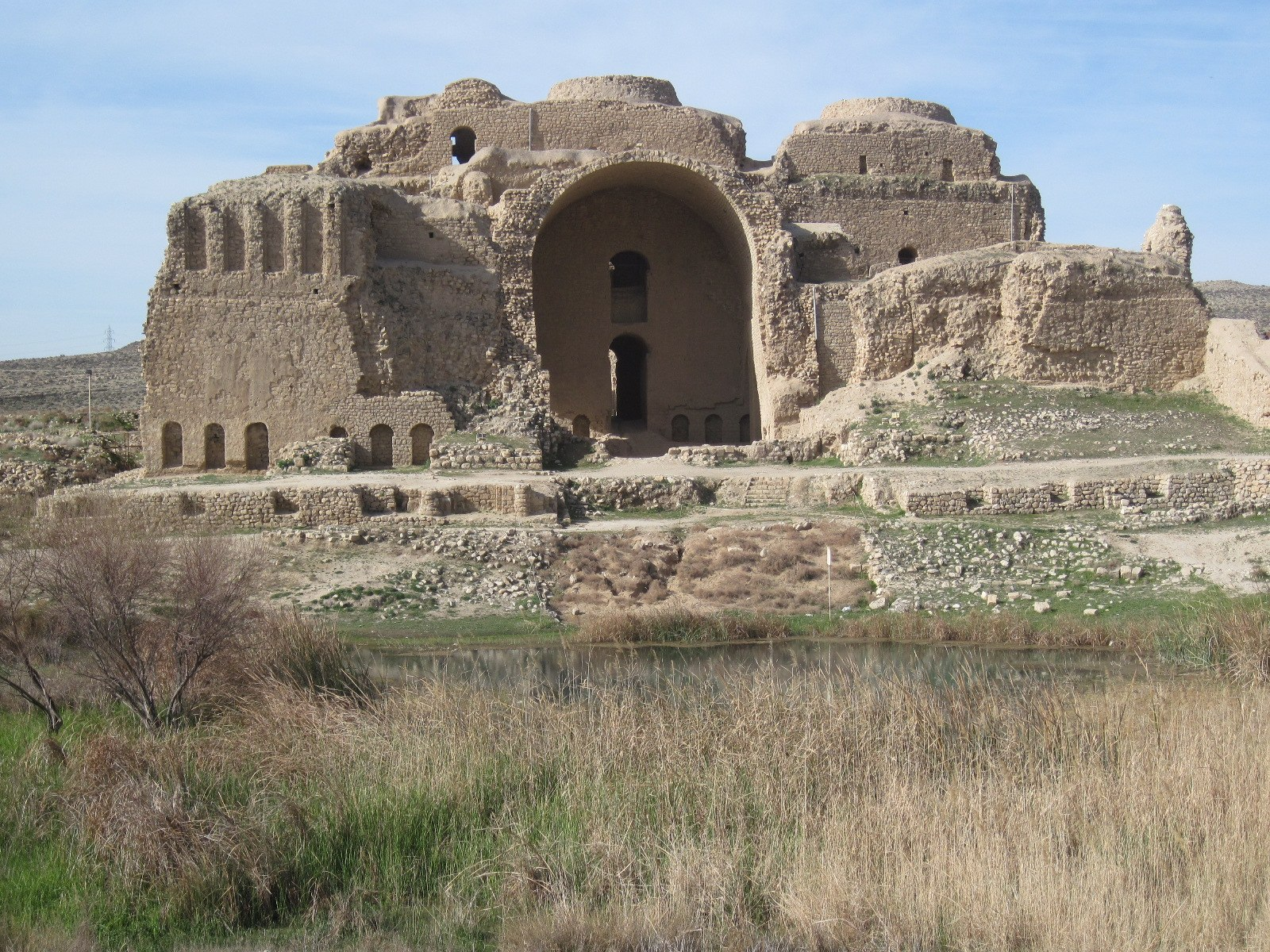
Palast Ardaschirs I.

Firuzabad (mittelpersisch اردشيرخوره Ardeschir Chure, ‚[Zum] Ruhm des Ardaschir‘, auch Gur oder Gor, ab dem 10. Jahrhundert فیروزآباد Firuzābād, DMG Fīrūzābād) ist eine Stadt in der Provinz Fars in Iran, ungefähr 110 Kilometer südlich von Schiraz. Sie wurde im 3. Jahrhundert durch Ardaschir I., den Begründer des Sassanidenreiches, gegründet und als Residenzstadt genutzt.
Die Stadt liegt in einer fruchtbaren Ebene, die von steilabfallendem Gebirge umgeben ist und von dem ganzjährig wasserführenden Firuzabad-Fluss bewässert wird, der sie in nord-südlicher Richtung durchfließt. Die moderne Stadt liegt mit ihrem Zentrum rund drei Kilometer ostsüdöstlich des Zentrums der antiken Stadt.

## Die antike Stadt Gur
Aussagen in einigen schriftliche Quellen haben in der Forschung zu der Vermutung geführt, Ardaschir habe die Stadt Gur anlässlich seines Sieges über den parthischen König Artabanos V. gegründet. Archäologische Funde bestätigen jedoch die Angaben des mittelalterlichen Historikers Tabari, dem zufolge die Gründung der Stadt bereits vor dem entscheidenden Sieg erfolgt sei, während Ardaschir seinen Machtbereich noch stückweise ausdehnte. Letztlich könnte sogar die Gründung von Firuzabad, dessen ursprünglicher persischer Name „Ruhm des Ardaschir“ bedeutet, zur Eskalation des Konfliktes zwischen dem Sassaniden und dem Partherkönig beigetragen haben.
Die ursprünglich kreisförmig angelegte sassanidische Stadt mit einem Durchmesser von annähernd zwei Kilometern war von zwei Lehmmauern und einem 35 Meter breiten Graben umgeben. Zwanzig radial angelegte Straßen führten auf das turmartige Minar zu, das dem Archäologen Ernst Herzfeld zufolge vermutlich Teil einer Palastanlage oder eines Regierungsgebäudes war und als Symbol Ardaschirs zentralistischer Weltsicht gedeutet werden konnte. Acht Kilometer entfernt, am Ufer des westlichen Arms des Tang-āb-Flusses, liegt der Palast von Ardaschir I. (3. Jahrhundert) mit einem teichartigen Becken. Er enthält einen als Tacht-e Nischin (Takht-i Nishin) bezeichneten Gebäudekomplex (wohl ein Feuertempel).

## Ghal'eh Dochtar

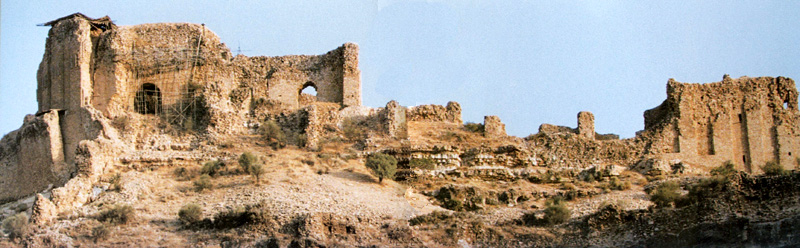
Ruinen von Qalʿa-ye Dukhtar

Vier Kilometer nördlich der ehemaligen Stadt Gur befindet sich das Schloss Ghal'eh Dokhtar. Es steht auf einem steilen Felsen an einer Krümmung des Tang-āb-Flusses und scheint Ardaschirs erste Festung gewesen zu sein, die er später wohl aus baulichen Gründen zugunsten seines zweiten Schlosses verlassen musste. Unterhalb des Schlosses findet man die Reste einer sassanidischen Brücke.

## Felsreliefs
Gegenüber dem Ghal'eh Dokhtar ist das erste von zwei Felsreliefs. Es zeigt die Krönung Ardaschirs und trägt außerdem die mittelpersische Mehr-Narse-Inschrift aus der Zeit Yazdegerd II. Das zweite Relief, das auf halber Strecke zwischen Ghal'eh Dochtar und dem Schloss des Ardaschir I. liegt, stellt den Sieg Ardaschirs I. über Artabanos dar. Es ist das älteste und gleichzeitig auch das größte der sassanidischen Felsreliefs.

## Geschichte
Der Fluss verlässt die Ebene durch eine weitere enge Schlucht im äußersten Süden. An dieser Stelle soll Alexander der Große einen Damm erbaut und so einen See erschaffen haben, der die Stadt und die umgebenden Dörfer überflutete. Der See blieb bis zum Anfang des 3. Jahrhunderts bestehen, als Ardaschir I. die Stadt durch den Bau von Wasserkanälen und Tunneln zurückgewinnen konnte.
Mit der Gründung von Bischapur durch Schapur I., den Sohn Ardaschirs I., begann die Stadt an Bedeutung zu verlieren. Scherbenfunde lassen darauf schließen, dass die runde Stadt Gur nach dem 14. Jahrhundert verlassen wurde. Die neue Stadt wurde am Rande der ehemaligen Stadtmauern errichtet. Der heutige Distrikt setzt sich aus zwanzig Dörfern zusammen und produziert Getreide, Obst und Gemüse.
Das Gebiet um Firuzabad wurde bis 1963 ebenfalls von Kaschgai bewohnt.
Der Firuzabad-Komplex gehört seit 2018 als Teil der „Archäologischen Landschaft der Sassaniden in der Region Fars“ zum UNESCO-Welterbe.

## Galerie

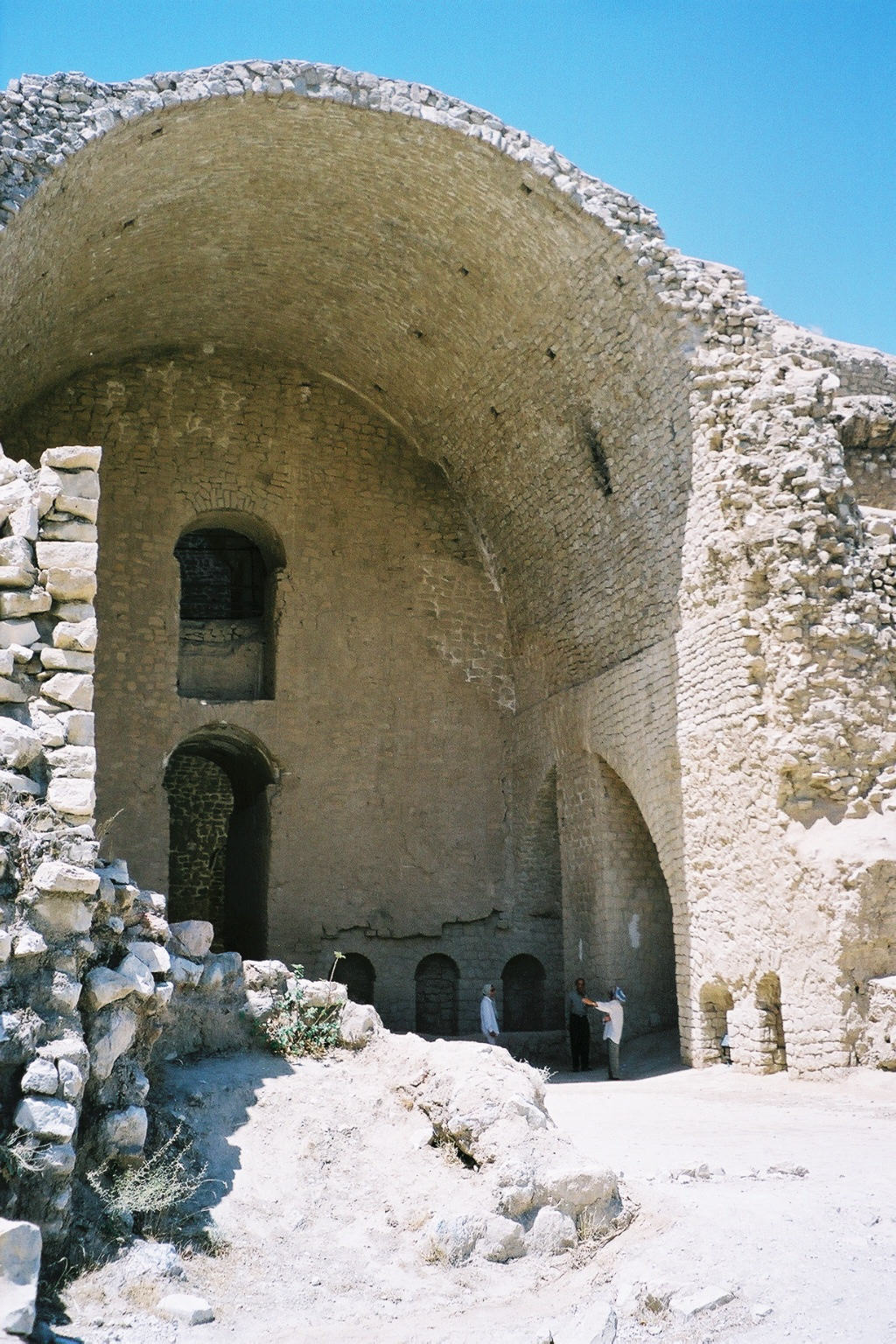
Iwan des Palastes von Ardaschir I.
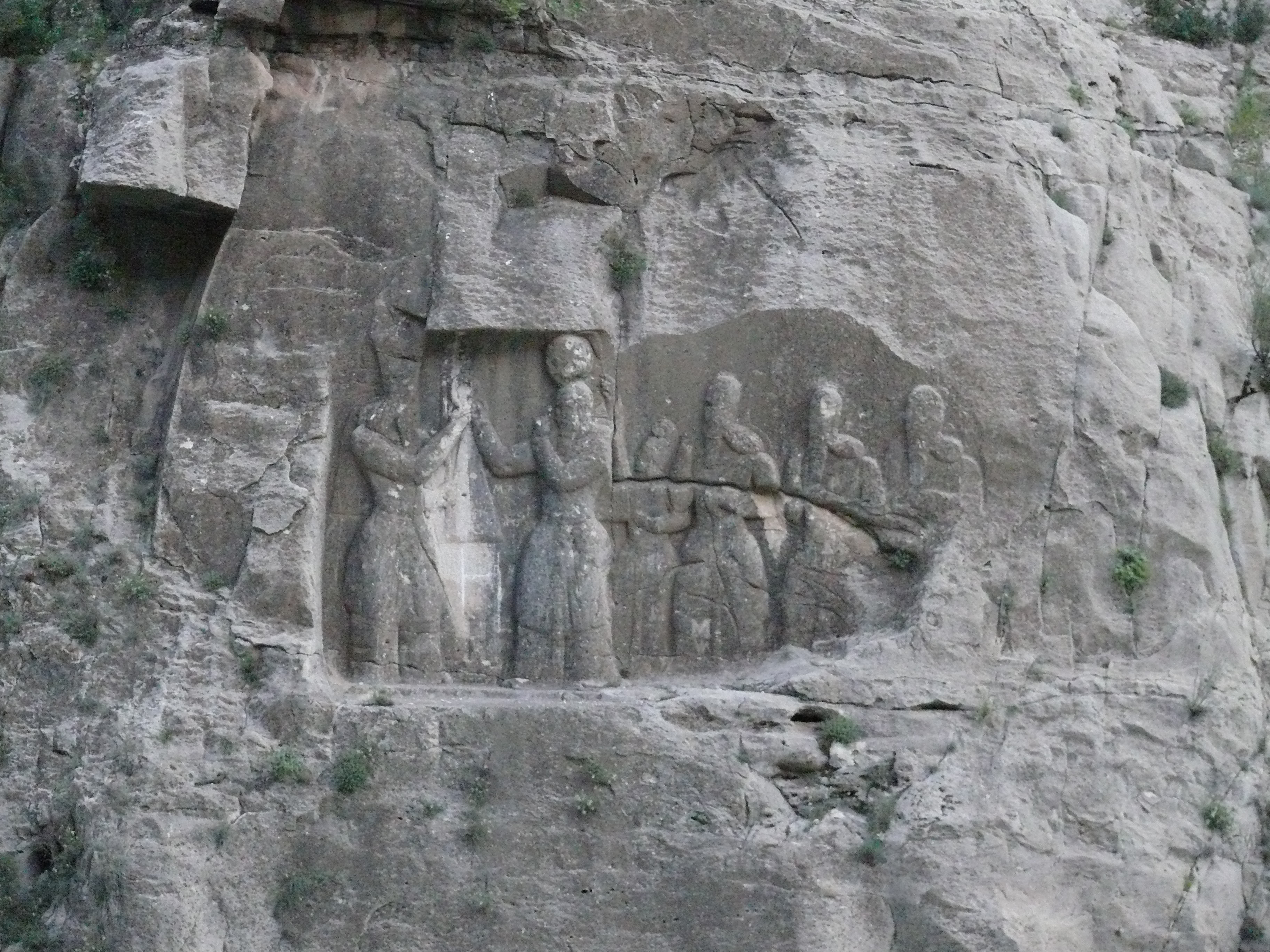
Investitur Ardaschir I.
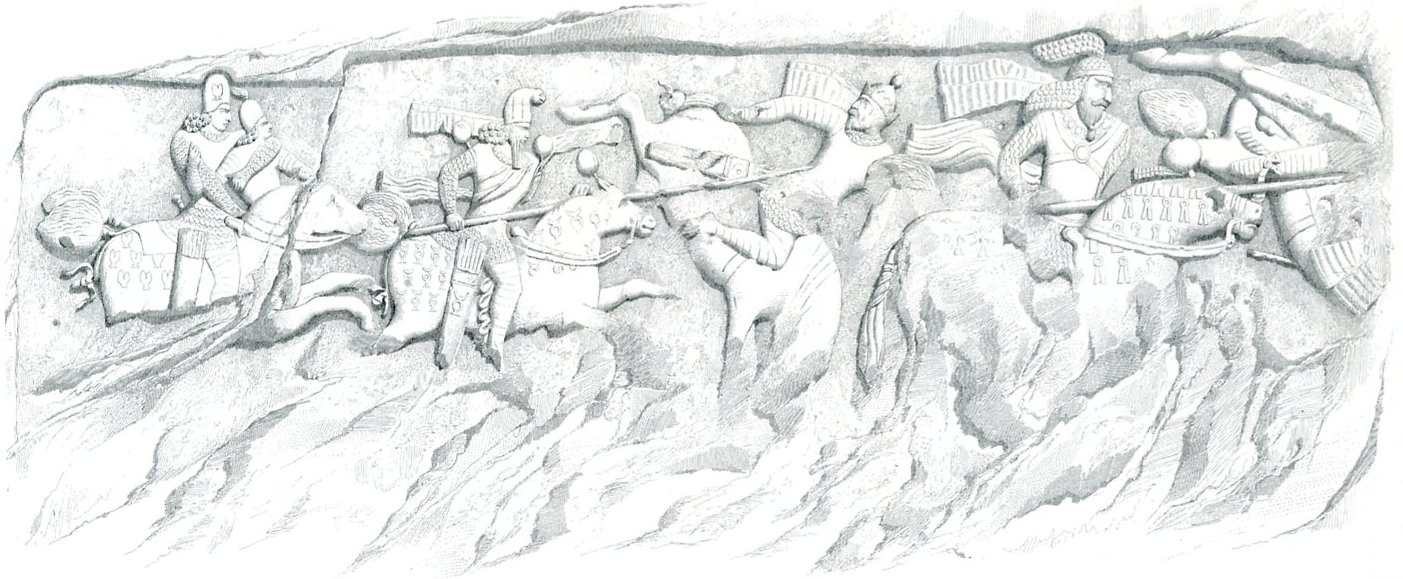
Darstellung der Szene auf einer Zeichnung des französischen Orientalisten Eugène Flandin (1840)
Plan des Palastes von Ardaschir I.
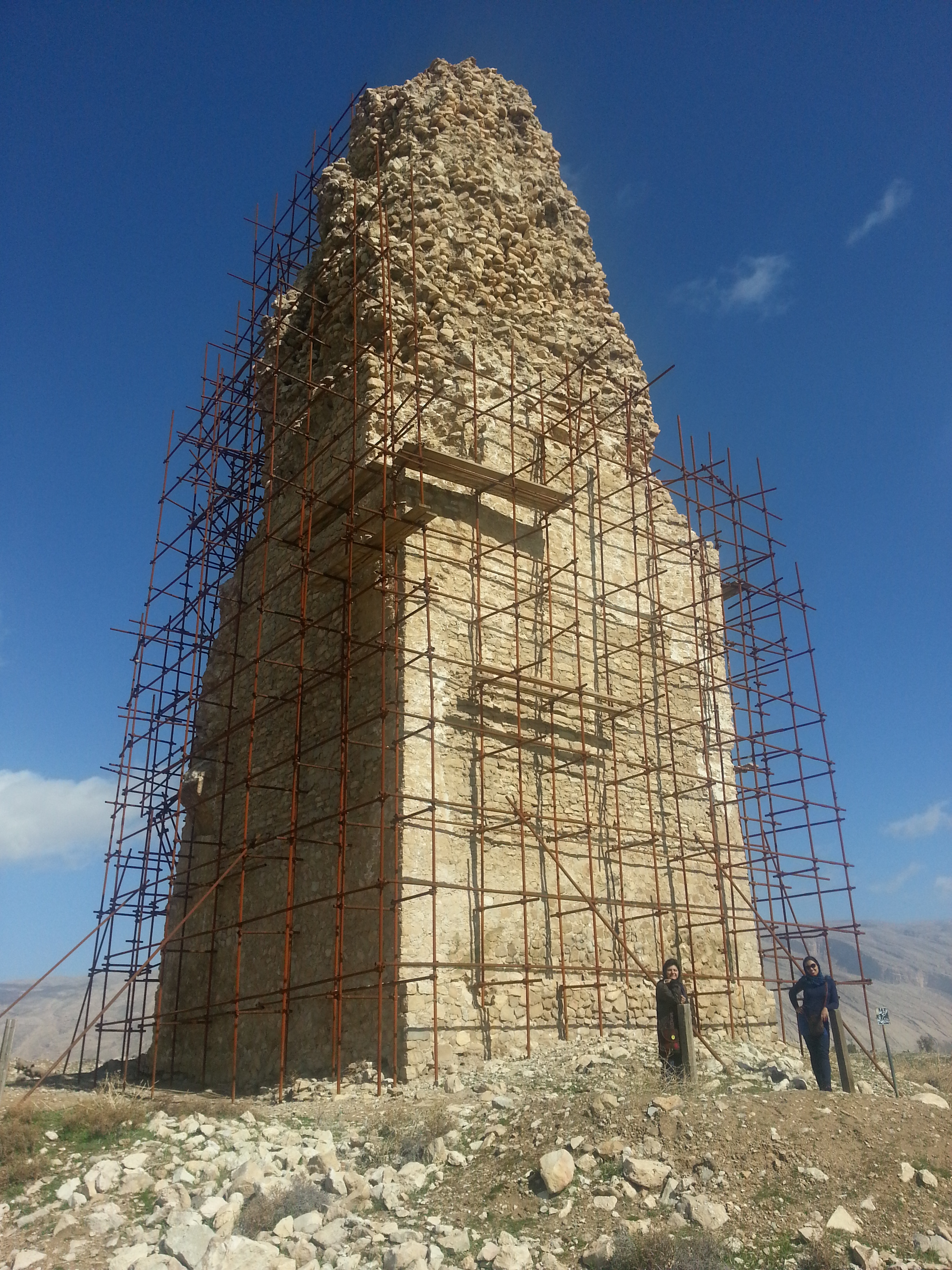
Minar